# NK Tisovac Busovača
NK Tisovac  je bivši bosanskohercegovački nogometni klub iz Busovače.

## Povijest
Klub je osnovan prije 1959. godine. Krajem 1950-ih i početkom 1960-ih Tisovac je igrao u podsaveznoj A grupi (5. rang).